# Mužilovčica
Mužilovčica falu Horvátországban, Sziszek-Monoszló megyében. Közigazgatásilag Sziszekhez tartozik.

## Fekvése
Sziszek városától légvonalban 26, közúton 36 km-re délkeletre, a Lónyamező középső részén, a Száva bal partján, a folyó holtága mentén fekszik. Egyutcás település, házai a holtág mentén sorakoznak.

## Története
A település neve csak 1733-ban bukkan fel először „Mussilouchicza” alakban. A török veszély csökkenésével 17. század végén, vagy a 18. század elején telepítették be horvát lakossággal. 1773-ban az első katonai felmérés térképén „Dorf Musalovchicza” néven szerepel. A falunak 1857-ben 502, 1910-ben 474 lakosa volt.
A 20. század első éveiben a kilátástalan gazdasági helyzet miatt sokan vándoroltak ki a tengerentúlra. 1918-ban az új szerb-horvát-szlovén állam, majd később Jugoszlávia része lett. A II. világháború idején a Független Horvát Állam része volt. A háború után a béke időszaka köszöntött a településre. Enyhült a szegénység és sok ember talált munkát a közeli városokban. A falu 1991. június 25-én a független Horvátország része lett. 2011-ben 77 lakosa volt.

## Népesség
| Lakosság változása | Lakosság változása | Lakosság változása | Lakosság változása | Lakosság változása | Lakosság változása | Lakosság változása | Lakosság változása | Lakosság változása | Lakosság változása | Lakosság változása | Lakosság változása | Lakosság változása | Lakosság változása | Lakosság változása | Lakosság változása |
| ------------------ | ------------------ | ------------------ | ------------------ | ------------------ | ------------------ | ------------------ | ------------------ | ------------------ | ------------------ | ------------------ | ------------------ | ------------------ | ------------------ | ------------------ | ------------------ |
| 1857               | 1869               | 1880               | 1890               | 1900               | 1910               | 1921               | 1931               | 1948               | 1953               | 1961               | 1971               | 1981               | 1991               | 2001               | 2011               |
| 502                | 513                | 492                | 555                | 523                | 474                | 435                | 410                | 356                | 348                | 333                | 272                | 209                | 167                | 107                | 77                 |

## Nevezetességei
- A település határában található a Lónyamező Natúrpark központi része. A Lónyamező az ország legnagyobb mocsaras területe, mely természetvédelmi védettséget élvez. A natúrpark a Száva folyó északi oldalán található vizenyős, hordalékos 50.650 hektárnyi területen, Sziszek és Stara Gradiška között húzódik. Rendkívül gazdag állat- és növényvilággal rendelkezik. A natúrparkot 1998-ban alapították, központja Jasenovacon van.
- A Ravlić néprajzi gyűjtemény a falu és környéke népi hagyományait, népviseletét, használati eszközeit mutatja be.
- Szent György kápolna